# Phrynobatrachus krefftii
Phrynobatrachus krefftii es una especie de anfibios de la familia Phrynobatrachidae.

## Distribución geográfica
Es endémica de Tanzania.

## Estado de conservación
Se encuentra amenazada de extinción por la pérdida de su hábitat natural.